# 熟字訓
熟字訓（じゅくじくん）とは、日本語において漢字からなる単語に、単字単位ではなく熟字単位で訓読み（訓）を当てたものである。それ故に、単字に分解してもそれぞれに熟字訓の要素は現れず、その読み方でも分節不可能なものが多い。
常用漢字表の付表には、熟字訓の全てではないが、そのうちの116種（123表記）が示されている。

## 特徴
例えば、「明日」に「あす」という訓が当てられているが、単字の「明」や「日」に「あす」の要素は無く、読みの「あす」は「あ」と「す」に分けられない。漢語においては、「明」と「日」は修飾や被修飾の関係で組み合わせて新たな意味を作り出しているのであって、これを単字それぞれが持つ字訓を使わずに二字まとめて一訓を当てたものである。なお、単字訓で読めば「あくるひ」になる。
よく使われる言葉が熟字訓になっている場合が多く、訓には和語ばかりでなく外来語も使われうる。
例えば、「煙草」を「たばこ」と訓読みする。熟字が漢語文法に則って作られていることが前提であり、字音や字訓を利用しつつも漢字本来の意味や熟字構造を無視して和語や外来語に漢字を当てる当て字とは異なる。また、熟字訓と音読みで意味が異なる場合がある。
例えば、「今日」は、「きょう」と読む場合にはある特定の日（本日）を指し、「こんにち」と読む場合には不特定の長い期間（最近）を指す。
一般に二字か三字で特殊な読みをするものがすべて熟字訓と考えられることも有るが、それは誤りである。例えば、「玄人」と「素人」をそれぞれ「くろうと」および「しろうと」と読むが、これは、「玄」を「くろ」に、「素」を「しろ」に、「人」を「ひと」に分解され、その「くろ」＋「ひと」のウ音便に過ぎない。
熟字訓も通常の訓読みと同様に、個人的な使用（義訓）から生じてそれが慣用的なものとして定着したものが現在に見られる熟字訓である。例えば、江戸時代に「閑話休題」を「それはさておき」と訓読みしていたことが知られるが、現代には定着していない。

## 例
地名
日本の地名や人名には熟字訓であるものが少なからず存在し、それらは「大和（）」や「飛鳥（）」のように熟字の語義と訓とがかなりかけ離れているものも多く、訓が語義を説明するものというよりも地名に対して漢風の漢字で表記したものと言える。
これは律令制の整備に際し、日本の地名に中国風に漢字2字の名称をつけたとき、もとの和名からかけ離れた漢字熟語を用いたためである。
例えば、「近江（）」のように「ちかつあはうみ」から漢字が付けられていても、元々の関係性が明確でなくなっているものも多い。
| 熟語          | 熟字訓                | 音読み                | 意味                                                                 |
| ------------- | --------------------- | --------------------- | -------------------------------------------------------------------- |
| 一昨昨日      | さきおととい          | いっさくさくじつ      | 3日前の日                                                            |
| 一昨日        | - おととい - おとつい | いっさくじつ          | 2日前の日（前々日）                                                  |
| 昨日          | きのう                | さくじつ              | 1日前の日（前日）                                                    |
| 今日          | きょう                | こんにち              | 「きょう」は本日を、「こんにち」は最近を意味する。                   |
| 明日          | - あす - あした       | みょうにち            | 1日後の日（翌日）                                                    |
| 明後日        | あさって              | みょうごにち          | 2日後の日（翌々日）                                                  |
| 明明後日      | しあさって            | みょうみょうごにち    | 3日後の日                                                            |
| 弥の明後日    | やのあさって          |                       | 4日後の日                                                            |
| 一日          | ついたち              | - いちにち - いちじつ | 1日                                                                  |
| 二日          | ふつか                | ににち                | 2日                                                                  |
| 晦日          | - つごもり - みそか   | かいじつ              | 月末（ただし、「大晦日」は12月31日を意味する。）                     |
| 如月          | きさらぎ              | じょげつ              | 2月                                                                  |
| 弥生          | やよい                | いやおい              | 3月                                                                  |
| - 皐月 - 五月 | さつき                | ごがつ(五月)          | 5月                                                                  |
| 師走          | - しわす - しはす     |                       | 12月                                                                 |
| 今年          | ことし                | こんねん              | 本年                                                                 |
| 一昨年        | おととし              | いっさくねん          | 2年前の年（前々年）                                                  |
| 今朝          | けさ                  | こんちょう            | 今日の朝                                                             |
| 十六夜        | いざよい              | じゅうろくや          | 満月の次の日の夜もしくはその時に出る月                               |
| 七夕          | たなばた              | しちせき              | 7月7日またはその日に行われる祭り                                     |
| 一寸          | ちょっと              | いっすん              | 「ちょっと」は短い時間を、「いっすん」は長さの単位『寸』を意味する。 |

| 熟語   | 熟字訓   | 音読み                | 意味 |
| ------ | -------- | --------------------- | --- |
| 下手   | へた     | - したて - しもて     | 「へた」・「したて」・「しもて」は、それぞれ、拙いさま・遜るさま・舞台の向かって左側の位置を意味する。                                                                   |
| 大人   | おとな   | - だいにん - たいじん | 成人を意味するが「たいじん」と読む場合には度量のある人のことも意味する                                                                                                   |
| 従兄弟 | いとこ   | じゅうけいてい        | 父母の兄弟姉妹の子 |
| 従姉妹 | いとこ   | じゅうしまい          | 父母の兄弟姉妹の子 |
| 伯父   | おじ     | はくふ                | 父母の兄 |
| 叔父   | おじ     | しゅくふ              | 父母の弟 |
| 伯母   | おば     | はくぼ                | 父母の姉 |
| 叔母   | おば     | しゅくぼ              | 父母の妹 |
| 曽孫   | ひまご   | そうそん              | 孫の子 |
| 玄孫   | やしゃご | げんそん              | 孫の孫 |
| 女将   | おかみ   | じょしょう            | 旅館や料理屋等の女主人 |
| 乳母   | - うば   | にゅうぼ              | 子供を育てるための人を意味して「うば」と読まれる。「乳母日傘」の「おんば」は「御乳母（おうば）」の撥音便から御の字が脱落したもののため、指す意味は同じだが由来は異なる。 |

| 熟語   | 熟字訓   | 音読み   | 意味                                                                                           |
| ------ | -------- | -------- | ---------------------------------------------------------------------------------------------- |
| 梅雨   | つゆ     | ばいう   | 春と夏の間に雨が多く降る期間およびその雨                                                       |
| 時雨   | しぐれ   | じう     | 晩秋から初冬にかけての冬型の気圧配置に伴って日本海側で降る雨                                   |
| 五月雨 | さみだれ | ごがつう | 梅雨と同じ意味                                                                                 |
| 雪崩   | なだれ   |          | 雪が崩れること                                                                                 |
| 吹雪   | ふぶき   |          | 風と雪が強いこと                                                                               |
| 陽炎   | かげろう | ようえん | 春及び夏に起こる気象現象                                                                       |
| 紅葉   | もみじ   | こうよう | 秋に起こる落葉樹の葉の色が変わる現象（その落ち葉に対して同様の表記で「もみじば」と当てられる） |
| 疾風   | はやて   | しっぷう | 非常に強く吹く風（このことから転じて、非常に速いさまを意味する場合も有る。）                   |
| 息吹   | いぶき   |          | 息を吹くこと（「息吹く」とも)または生気・活気の有るさま）                                      |

| 熟語   | 熟字訓     | 音読み   | 意味 |
| ------ | ---------- | -------- | --- |
| 土筆   | つくし     | どひつ   | 「つくし」はスギナの胞子茎を、「どひつ」は焼き筆を意味する。                                                                                           |
| 女郎花 | おみなえし |          | オミナエシ科の多年草 |
| 山葵   | わさび     |          | アブラナ科の植物 |
| 百合   | ゆり       |          | ユリ科の多年草 |
| 海月   | くらげ     | かいげつ | 浮遊生活を送る刺胞動物を意味するが「かいげつ」と読まれる場合には海面に映った月影を意味しうる                                                           |
| 水母   | くらげ     | すいぼ   | 浮遊生活を送る刺胞動物を意味するが「かいげつ」と読まれる場合には海面に映った月影を意味しうる                                                           |
| 海老   | えび       | かいろう | 甲殻類の動物の一種 |
| 烏賊   | いか       | うぞく   | 十本腕の頭足類の一種 |
| 小豆   | あずき     | しょうず | 餡子の原料の豆（瀬戸内海の播磨灘に位置する小豆島の「小豆」は「しょうど」と読まれ、香川県に属する小豆郡の「小豆」は例の通りに「しょうず」と読まれる。） |
| 桜桃   | さくらんぼ | おうとう | 落葉高木で桜の一種 |
| 大蛇   | おろち     | だいじゃ | 大きな蛇の種類や総称（日本神話で登場する架空の巨大な蛇型生物『ヤマタノオロチ』が元来の意味である。）                                                   |
| 銀杏   | いちょう   | ぎんなん | 「いちょう」はイチョウ科の落葉性裸子植物を、「ぎんなん」はその種子を意味する。                                                                         |
| 無花果 | いちじく   |          | クワ科イチジク属の落葉高木またはその果実（花を咲かせずに実をつけるように見えることに由来する）                                                         |
| 紫陽花 | あじさい   | しようか | アジサイ科アジサイ属の落葉低木の一種 |

| 熟語          | 熟字訓     | 音読み              | 意味                                                             |
| ------------- | ---------- | ------------------- | ---------------------------------------------------------------- |
| - 心太 - 心天 | ところてん |                     | 海藻類を煮溶かして作った寒天質を冷まして固めた食品               |
| 果物          | くだもの   | かぶつ              | 甘味や酸味の強く特に樹木に生る果実                               |
| 灰汁          | あく       |                     | 食品に含まれる不快な成分                                         |
| 河岸          | かし       | - かがん - かわぎし | 「かし」は魚市場を、「かがん」と「かわぎし」は川の岸を意味する。 |
| - 海女 - 海士 | あま       |                     | 海に潜り魚介類を採る女性（海女）・男性（海士）                   |

| 熟語          | 熟字訓   | 音読み       | 意味                                               |
| ------------- | -------- | ------------ | -------------------------------------------------- |
| 眼鏡          | めがね   | がんきょう   | 視力を矯正する道具                                 |
| 足袋          | たび     |              | 日本固有の伝統的な足用下着                         |
| 竹刀          | しない   | ちくとう     | 竹で作られた刀                                     |
| 団扇          | うちわ   | だんせん     | 扇ぐことで風を起こせるようにした日本の伝統的な道具 |
| 松明          | たいまつ | しょうみょう | 手で持てるようにした火の点いた木切れ               |
| 蚊帳          | かや     | ぶんちょう   | 蚊から人を守るための箱状の網                       |
| 浴衣          | ゆかた   | よくい       | 単純な構造の和服                                   |
| - 母屋 - 母家 | おもや   |              | 家屋の主たる建物                                   |

| 熟語              | 熟字訓   | 音読み            | 意味 |
| ----------------- | -------- | ----------------- | --- |
| 大和              | やまと   | だいわ            | 奈良県天理市付近の地域（奈良県や日本全体を指すこともある）や神奈川県大和市（企業名には熟字訓と音読みのどちらも使用されるが、人名にも使われている姓には熟字訓の方が使われる。） |
| - 流鏑馬 - 鏑流馬 | やぶさめ |                   | 疾走する馬上から的に矢を射る弓術の稽古や儀式 |
| 太刀              | たち     |                   | 大きな刀や直刀でない刀（「助太刀」は助勢や援護を意味する。） |
| 山車              | だし     | さんしゃ          | 祭りに使われる大勢で引く車輪付きの出し物 |
| 神酒              | みき     | しんしゅ          | 神に供える酒 |
| 神楽              | かぐら   |                   | 神に奉納するための歌と舞 |
| 祝詞              | のりと   | しゅくし          | 神に奉納するための言葉 |
| 女形              | おやま   | おんながた        | 女性を演じる男性の役者（歌舞伎や能など） |
| 土産              | みやげ   | - どさん - とさん | 「みやげ」はその土地の特産品や旅先で仕入れた品物および記念品を、「どさん」はその土地の産物を意味する。                                                                         |
| 田舎              | いなか   | でんしゃ          | 人口が疎らで辺鄙な地域（いわゆる地方）または生まれ故郷（「片田舎」は人口はそれほど少なくはないが辺鄙な地域を意味する。）                                                       |
| 相撲              | すもう   |                   | 日本の伝統的な格闘技 |
| 鍛冶              | かじ     | たんや            | 鍛造による金属製品の製作またはその業者（鍛冶屋） |
| 玩具              | おもちゃ | がんぐ            | 人や動物の遊び道具（狭義では子供のそれを意味する） |

| 熟語         | 熟字訓         | 音読み     | 意味                       |
| ------------ | -------------- | ---------- | -------------------------- |
| 可笑（しい） | おか（しい）   |            | 滑稽な・奇妙な             |
| 相応（しい） | ふさわ（しい） | そうおう   | 似合っている・釣合っている |
| 美味（しい） | おい（しい）   | びみ       | 味が良い                   |
| 不味（い）   | まず（い）     | ふみ       | 味が悪い・味気の無い       |
| 彷徨（う）   | さまよ（う）   | ほうこう   | 迷い歩く                   |
| 躊躇（う）   | ためら（う）   | ちゅうちょ | 決心がつかない             |
| 蹌踉（めく） | よろ（めく）   | そうろう   | よろよろする               |

| 熟語         | 熟字訓               | 音読み                            | 意味 |
| ------------ | -------------------- | --------------------------------- | --- |
| 欠伸         | あくび               | けんしん                          | 反射的に空気を吸うこと |
| 九十九       | つくも               | - きゅうじゅうきゅう - くじゅうく | 「つくも」はたくさん在るさまや99（数）を、「きゅうじゅうきゅう」は99（数）を意味する。なお、「九十九折」は「つづらおり」と読まれる。 |
| 台詞         | せりふ               | だいし                            | 演劇や漫画などの登場人物が発する言葉                                                                                                 |
| 科白         | せりふ               | かはく                            | 演劇や漫画などの登場人物が発する言葉                                                                                                 |
| 二十歳       | はたち               | にじ（ゅ）っさい                  | 20（数）または20歳 |
| 二十         | はたち               | にじゅう                          | 20（数）または20歳 |
| 八百         | やお                 | はっぴゃく                        | 800（数）またはたくさん在るさま |
| 十八番       | おはこ               | じゅうはちばん                    | 自分が最も得意とする芸や技 |
| 為替         | かわせ               |                                   | 金銭を決済する方法 |
| 美人局       | つつもたせ           |                                   | 詐欺行為の一種 |
| 流石         | さすが               |                                   | 実力が相応分であるさま |
| 老舗         | しにせ               | ろうほ                            | 長年の伝統の有る店や企業 |
| 可惜（身命） | あたら（しんみょう） |                                   | 体や命を大切にすること（「不惜身命」（命懸けで挑戦すること）の対義語では専ら四字熟語として使われる）                                 |